# Setodes dixiensis
Setodes dixiensis là một loài Trichoptera trong họ Leptoceridae. Chúng phân bố ở miền Tân bắc.